# Nubes pasajeras
Nubes pasajeras (en finés Kauas pilvet karkaavat) es una película finlandesa de 1996 dirigida por Aki Kaurismäki y protagonizada por Kati Outinen, Kari Väänänen y Markku Peltola. Es la primera de la trilogía Finlandia, siendo sus otras dos partes Un hombre sin pasado y Luces al atardecer.

## Trama
Lauri pierde su trabajo como conductor de tranvía y el restaurante donde trabaja su esposa (el "Dubrovnik"), Ilona, es comprado por una cadena. A continuación, la película narra las vicisitudes de la pareja para satisfacer sus necesidades. Tratarán de encontrar trabajo en su campo respectivo, pero la edad de Lauri le impedirá emplearse en el transporte, y la crisis del sector alimentario requiere a Ilona trabajando en un restaurante sucio, que paga mal e incluso no declara a la recaudación de impuestos. Es despedida tras una inspección fiscal. Entonces encuentra al exportero de "Dubrovnik", que se convirtió en zapatero, y trata de obtener un préstamo para abrir un nuevo restaurante, que le es negado. Entonces conoce a la antigua dueña del "Dubrovnik", realiza de nuevo la solicitud con esta como garante, y el dinero le es esta vez concedido. Con la ayuda de su marido y del equipo del "Dubrovnik", abre un nuevo restaurante: "El trabajo" (Työ en finés).

## Reparto
- Kati Outinen - Ilona Koponen
- Kari Väänänen - Lauri Koponen
- Elina Salo - Rouva Sjöholm
- Sakari Kuosmanen - Melartin
- Markku Peltola - Lajunen
- Matti Onnismaa - Forsström